# Eucalyptus arenacea
Eucalyptus arenacea là một loài thực vật có hoa trong Họ Đào kim nương. Loài này được J.C.Marginson & Ladiges mô tả khoa học đầu tiên năm 1988.